# Oslo, Florida
Oslo är ett kommunfritt område ingående i Sebastian–Vero Beach metropolitan statistical area i Florida, USA. Den är belägen nära Vero Beach i Indian River County. Platsen bosattes första gången kring 1883.

### Fotnoter
1. ↑  US Geological Survey Geographic Names Information System: Oslo, Florida